# Hexatoma (Eriocera) tholopa
Hexatoma (Eriocera) tholopa is een tweevleugelige uit de familie steltmuggen (Limoniidae). De soort komt voor in het Neotropisch gebied.